# جورج هارتوغ جيرسون
جورج هارتوغ جيرسون (بالألمانية: Georg Hartog Gerson)‏ هو جراح ألماني، ولد في 25 أغسطس 1788 في هامبورغ في ألمانيا، وتوفي بنفس المكان في 3 ديسمبر 1844.